# Yemaa Islamiya
Yemaa Islamiya  (del árabe الجماعة الإسلامية, al-Jamāʿah al-Islāmiyyah, se traduce aproximadamente como «congregación islámica», frecuentemente abreviado como JI), es un grupo islamista militante fundado en Indonesia,  el cual busca instaurar un Estado islámico en el sureste de Asia. Se cree que está relacionado con la insurgencia al sur de Tailandia. El 25 de octubre de 2002 inmediatamente después de haber perpetrado el atentado de Bali, JI fue adherida a la Resolución 1267 del Consejo de Seguridad de las Naciones Unidas como organización terrorista por sus vínculos con Al Qaeda y los talibanes.
JI es una organización transnacional con células en Indonesia, Singapur, Malasia y Filipinas. Además de al-Qaeda, también se cree que el grupo tiene presuntos vínculos con el Frente Islámico de Liberación Mora y Jamaah Ansharut Tauhid, una célula escindida del JI que fue formada por Abu Bakar Baasyir el 27 de julio de 2008. El grupo ha sido designado como organización terrorista por Naciones Unidas, Australia, Canadá, China, Japón, Reino Unido y Estados Unidos.
Permaneció muy activo en Indonesia, donde mantuvo públicamente un sitio web a partir de 2013.
En octubre de 2021, el director de Identificación y Socialización, Destacamento 88 Muhammad Sodiq dijo que 876 miembros de Yemaa Islamiya habían sido arrestados y sentenciados en Indonesia.
El 16 de noviembre de 2021 las autoridades indonesias lanzaron un operativo conjunto contra el Partido Da'wah del Pueblo Indonesio, que reveló que el JI operaba disfrazado como un partido político. La revelación conmocionó a muchas personas, ya que era la primera vez en Indonesia que una organización terrorista se disfrazaba de partido político e intentaba intervenir y participar en el sistema político indonesio.

## Historia
JI tiene sus raíces en Darul Islam (que significa «casa del islam»), un movimiento islamista/anticolonialista radical en Indonesia en la década de 1940. El DI se estableció como una confederación flexible de varios grupos islámicos. En algún momento alrededor de 1969, tres hombres, Abu Bakar Bashir, Abdalá Sungkar y Shahrul Nizam 'PD' comenzaron una operación para propagar el movimiento Darul Islam, una corriente conservadora del islam.
Bashir y Sungkar fueron encarcelados por la administración del Nuevo Orden del dictador indonesio Suharto como parte de una ofensiva contra grupos radicales como Komando Jihad, que se percibía como socavar el control del gobierno sobre la población indonesia. Los dos integrantes pasaron varios años en la cárcel. Después de su liberación, Bashir y sus seguidores se mudaron a Malasia en 1982. Reclutaron gente de Indonesia, Malasia, Singapur y Filipinas. El grupo se llamó oficialmente Yemaa Islamiya en ese período de tiempo.
JI fue fundado formalmente el 1 de enero de 1993 por los líderes de JI, Abu Bakar Bashir y Abdalá Sungkar, mientras se escondía en Malasia de la persecución del gobierno de Suharto. Después de la caída del Suharto régimen en 1998, ambos hombres regresaron a Indonesia donde JI obtuvo una ventaja terrorista cuando uno de sus fundadores, el difunto Abdalá Sungkar, estableció contacto con la red Osama bin Laden de al-Qaeda.
Las operaciones violentas de JI comenzaron durante los conflictos comunales en Maluku y Poso. Cambió su atención a atacar los intereses estadounidenses y occidentales en Indonesia y la región más amplia del sudeste asiático. Desde el comienzo desde el comienzo de la guerra contra el terrorismo abanderada por EE. UU. Los planes terroristas de JI en el sudeste asiático quedaron expuestos cuando las autoridades locales frustraron su complot para hacer estallar varias bombas en Singapur.
En 2004, Abu Bakar Bashir creó el Consejo Mujahedeen de Indonesia para conectar a los grupos islamistas, incluido JI, en Indonesia. Este consejo se encargó del reclutamiento, entrenamiento, adoctrinamiento, vínculos financieros y operativos entre el JI y otros grupos militantes, como al-Qaeda, el Abu Sayyaf Group (ASG), el Misuari Renegade/Breakaway Group (MRG/MBG) y el Movimiento Rajah Sulaiman filipino (RSM).
Bashir se convirtió en el líder espiritual del grupo mientras que Hambali se convirtió en el líder militar. A diferencia del grupo Al-Mau'nah, Yemaa Islamiya mantuvo un perfil bajo en Malasia y su existencia se hizo pública sólo después de los bombardeos de 2002 en Bali.

### Designación como organización terrorista
Yemaa Islamiya ha sido designado como grupo terrorista por los siguientes países y organizaciones internacionales:
- Naciones Unidas[26]
- Unión Europea
- Estados Unidos[27]
- Reino Unido[28]
- Argentina
- Australia[29]
- Baréin
- Canadá[30]
- Japón
- Nueva Zelanda

### Oponentes estatales
- Bangladés
- Birmania
- Bután
- Brunéi
- Camboya
- China
- Corea del Norte
- Corea del Sur
- Fiyi
- Francia
- Filipinas
- Timor Oriental
- India
- Indonesia
- Kiribati
- Laos
- Malasia
- Maldivas
- Islas Marshall
- Estados Federados de Micronesia
- Mongolia
- Nauru
- Nepal
- Pakistán
- Palaos
- Papúa Nueva Guinea
- Rusia
- Samoa
- Islas Salomón
- Singapur
- Sri Lanka
- Taiwán
- Tailandia
- Tonga
- Tuvalu
- Vanuatu
- Vietnam

### Atentados de Bali de 2002
Antes de los atentados de Bali, el 12 de octubre de 2002, se subestimaba la fuerza con la que contaba Yemaa Islamiya. Después del atentado, el Departamento de Estado de los Estados Unidos designó a Yemaa Islamiya como organización terrorista extranjera.

### Otros atentados
En 2003, autoridades indonesias anunciaron la policía de Indonesia confirmó la existencia de "Mantiqe-IV"  la célula regional de JI que cubría Irian Jaya y Australia. La policía de Indonesia dijo que Muklas identificó al líder de Mantiqe IV como Abdul Rahim, un australiano nacido en Indonesia. Yemaa Islamiya también es fuertemente sospechoso de llevar a cabo el atentado con bomba en el hotel JW Marriott de 2003 en Kuningan, Yakarta, el atentado con bomba en la embajada australiana de 2004 en Yakarta, los atentado terrorista con bomba en Bali de 2005 y los atentados con bomba en los hoteles JW Marriott y Ritz-Carlton de 2009. Los ataques de Bali y JW Marriott demostraron que JI no descartó atacar el mismo objetivo más de una vez. El JI también ha estado directa e indirectamente involucrado en docenas de atentados con bombas en las sur de Filipinas, generalmente en connivencia con Abu Sayyaf.
Sin embargo, la mayoría de las figuras prominentes de Yemaa Islamiya como Hambali, Abu Dujana, Azahari Husin, Noordin Mohammad Top y Dulmatin han sido capturados o asesinados, principalmente por el escuadrón antiterrorista de Indonesia, Destacamento 88. Si bien varios de sus antiguos líderes, incluido el extremista islámico de Malasia y el veterano de la Guerra de Afganistán Nasir Abbas, han renunciado a la violencia e incluso han ayudado a los gobiernos de Indonesia y Malasia en la guerra contra terrorismo. Nasir Abbas fue el ex entrenador de Noordin Top.
Los investigadores indonesios revelaron el establecimiento de un escuadrón de la muerte por parte del JI en abril de 2007, que se estableció para atacar a los líderes principales que se oponen a los objetivos del grupo, así como a otros funcionarios, incluidos policías, fiscales del gobierno y jueces que manejan casos relacionados con el terrorismo.. En abril de 2008, el Tribunal de Distrito del Sur de Yakarta declaró a JI una organización ilegal al sentenciar al exlíder Zarkasih y al comandante militar Abu Dujana a 15 años por cargos de terrorismo.
En 2010, las autoridades indonesias tomaron medidas enérgicas contra la red Yemaa Islamiya en Aceh. Entre febrero y mayo de 2010, más de 60 militantes fueron capturados. Esta red en Aceh fue creada por Dulmatin en algún momento después de 2007 cuando regresó a Indonesia.

## Origen del nombre
El nombre Yemaa Islamiya se traduce aproximadamente como «comunidad islámica» en castellano y se abrevia como «JI». Para contrarrestar los esfuerzos de reclutamiento del grupo, los eruditos islámicos en Indonesia y Filipinas que son críticos con el grupo sugirieron que en su lugar se llamara Jemaah Munafiq (JM), traducido como «comunidad de hipócritas».

## Cronografía

### 2000 - 2010
- El 12 de marzo de 2000, tres miembros de JI fueron arrestados en Manila llevando explosivo plástico en su equipaje. Uno de ellos es posteriormente condenado a 17 años de cárcel.
- 1 de agosto de 2000, Yemaa Islamiya intentó asesinar al embajador de Filipinas en Indonesia, Leonides Caday.[45] La bomba detonó cuando su coche entraba en su residencia oficial en el centro de Yakarta, matando a dos personas e hiriendo a otras 21, incluido el embajador.[46]
- 13 de septiembre de 2000, la explosión de un coche bomba arrasó un estacionamiento abarrotado debajo del edificio de la Bolsa de Valores de Yakarta, matando a 15 personas e hiriendo a 20.[47][46]
- 24 de diciembre de 2000, JI participó en un importante ataque terrorista coordinado, los Atentados de Nochebuena de 2000 en varias partes del país.
- 30 de diciembre de 2000, una serie de bombardeos del Día de Rizal que ocurrieron alrededor de Metro Manila en las Filipinas, 22 murieron y más de cien resultaron heridos. En los años siguientes, varios miembros de Yemaa Islamiya fueron acusados de su presunta participación en los atentados.
- 5 de junio de 2002, las autoridades indonesias arrestan al kuwaití Omar al-Faruq. Entregado a las autoridades estadounidenses, confiesa posteriormente que es un alto agente de Al Qaeda enviado al Sudeste Asiático para orquestar ataques contra intereses estadounidenses. Revela a los investigadores planes detallados de una nueva ola de terrorismo en el Sudeste Asiático.[48][49]
- Después de muchas advertencias por parte de las autoridades estadounidenses sobre una amenaza terrorista creíble en Yakarta, el 23 de septiembre de 2002, una granada explota en un automóvil cerca de la residencia de un embajada estadounidense en Yakarta, matando a uno de los atacantes.[50]
- 26 de septiembre de 2002, el Departamento de Estado de EE. UU. emitió una advertencia de viaje instando a los Americanos y otros occidentales en Indonesia a evitar lugares como bares, restaurantes y zonas turísticas.
- 2 de octubre de 2002, un soldado estadounidense y dos filipinos mueren en un ataque con bombas de clavos por parte de JI frente a un bar en la ciudad de Zamboanga, en el sur de Filipinas.[51]
- 10 de octubre de 2002, una bomba estalla en una terminal de autobuses en la ciudad de Kidapawan, en el sur de Filipinas, matando a seis personas e hiriendo a veinticuatro. El mismo día, el embajador de Estados Unidos en Yakarta, Ralph Boyce, entrega personalmente al presidente de Indonesia un mensaje de creciente preocupación de que los estadounidenses puedan convertirse en objetivos de acciones terroristas en su país.[52]
- 12 de octubre de 2002, en el segundo aniversario del atentado del USS Cole en Yemen, un enorme coche bomba mata a más de 202 personas e hiere a 300 en la isla turística indonesia de Bali. La mayoría son extranjeros, principalmente turistas australianos. Está precedido por una explosión en el consulado estadounidense en la cercana Denpasar. El ataque conocido como ataques ocurridos en Bali de 2002 es el ataque más mortífero ejecutado por JI hasta la fecha.
- Bashir fue arrestado por la policía indonesia y recibió una sentencia leve por traición.[53]
- Hambali fue arrestado en Tailandia el 11 de agosto de 2003, y actualmente está detenido y en espera de juicio por Comisiones Militares, en la Bahía de Guantánamo, Cuba.[54]
- Un manual de bombas publicado por Yemaa Islamiya fue utilizado en el Atentado terrorista de Bali de 2002, el atentado al hotel Marriott de 2003, el atentado con bomba al consulado de Filipinas en Yakarta, el bombardeo de la Bolsa de Valores de Yakarta y los atentados de Nochebuena en Indonesia.
- Un australiano nacido en Gran Bretaña llamado Jack Roche confesó ser parte de un complot de JI para volar la embajada israelí en Canberra, Australia, el 28 de mayo de 2004. Fue sentenciado a 9 años de cárcel el 31 de mayo de 2004. Puede. El hombre admitió haber conocido a figuras como Osama bin Laden en Afganistán.[55]

alternativas. Más información
- Se sospecha ampliamente que JI es responsable del atentado con bomba frente a la embajada de Australia en Yakarta el 9 de septiembre de 2004, que mató a 11 indonesios e hirió a más de 100 más.[56]
- También son sospechosos de cometer el 1 de octubre atentados con bombas en Bali de 2005.
- 9 de noviembre de 2005, experto en fabricación de bombas y figura influyente en la organización terrorista indonesia, Azahari Husin fue asesinado en una redada en Batu, Java Oriental.[57]
- 5 de agosto de 2006, Al Zawahiri de Al-Qaeda apareció en un vídeo grabado anunciando que JI y Al-Qaeda habían unido fuerzas y que los dos grupos formarían "una línea, frente a sus enemigos".[58]
- 13 de junio de 2007, Abu Dujana, el jefe de las operaciones militares de JI, es capturado por la policía indonesia.[59]
- 15 de junio de 2007, la policía indonesia anunció la captura de Zarkasih, quien dirigía Yemaa Islamiya desde la captura de Hambali. Se cree que Zarkasih es el emir de JI.[60]
- 27 de febrero de 2008, el cabecilla de JI en Singapur, Mas Selamat bin Kastari, escapó del centro de detención de Whitley Road.[61]
- 1 de abril de 2009, Mas Selamat bin Kastari fue recapturado en una redada de Pasukan Gerakan Khas y la Brigada Especial en Johor, Malasia.[59]
- 17 de julio de 2009, Yemaa Islamiya es culpada de los ataques con bombas en Yakarta de 2009 contra el Ritz Carlton Jakarta y el J.W. Hoteles Marriott en Yakarta.[62]
- 17 de septiembre,  Noordin Mohammad Top fue asesinado en una redada de la policía indonesia en Surakarta, Java central.[63] op era reclutador, fabricante de bombas y experto en explosiones para Yemaa Islamiya.[64] Sin embargo, más tarde sus colegas de Yemaa Islamiya afirmaron que Noordin había formado su propia célula disidente, que era aún más violenta y militante. Durante un tiempo fue apodado el "militante islámico más buscado del sudeste asiático".[65]

### 2010 - 2020
- 9 de marzo de 2010, Dulmatin fue asesinado en una redada del Destacamento 88 en Pamulang,Tangerang, Provincia de Bantén
- 13 de diciembre de 2010, la policía indonesia acusó a Abu Bakar Bashir, jefe espiritual de Yemaa Islamiya, de implicación en planes terroristas y entrenamiento militar en la provincia de Aceh. El cargo que se le imputa de incitar a otros a cometer terrorismo conlleva la pena de muerte.
- En enero de 2012, el ejército filipino anunció que había matado a dos figuras clave de Yemaa Islamiya, un malasio llamado Zulkifli bin Hir (alias Marwan) y Mohammad Ali (alias Muawiyah). Altas fuentes de inteligencia declararon más tarde que Hir y Ali sobrevivieron al ataque aéreo. Los informes sobre la muerte de Bin Hir fueron nuevamente retractados en 2014.[66][67][68]
- 14 de diciembre de 2012, la Policía filipina intenta matar a un presunto terrorista malasio después de que intentaba detonar una bomba en Dávao, Filipinas, e incluye uno de un esposa de Bicolandia después de ser arrestada por la policía.[69]
- 26 de febrero de 2014, Sheikh Kahar Mundos, un fabricante de bombas, dejó una bomba en una motocicleta escondida en el ayuntamiento de Cagayán de Oro, Filipinas.[70]
- 27 de junio de 2014, se revela que Abdul Basit Usman, un fabricante de bombas que fue falsamente muerto en un ataque aéreo estadounidense en Pakistán en 2010, está vivo y representa una amenaza terrorista potencial.[71]
- 16 de septiembre de 2014, Yemaa Islamiya se atribuyó la responsabilidad del atentado con bomba contra el Monumento Jose Rizal frente al ayuntamiento de General Santos, Filipinas, matando a una persona e hiriendo a 7.[72][73]
- 25 de enero de 2015, el miembro de JI Zulkifli Abdhir fue asesinado en Filipinas, una operación que también resultó en la muerte de 44 agentes de policía.[74]
- 1 de julio de 2019, la policía indonesia arrestó a Para Wijayanto, quien se decía que era el cabecilla de Yemaa Islamiya desde 2007.[75]
- El 2 de julio de 2019, tras el arresto del líder Para Wijayanto, la unidad antiterrorista Densus 88 de Indonesia rastreó las plantaciones de aceite de palma como fuente de financiación del grupo, según el portavoz de la Policía Nacional, Brig. General Dedi Prasetyo.[76][77]

### 2020 - actualidad
- 23 de noviembre de 2020, la policía indonesia arrestó a Upik Lawanga, quien estuvo involucrado en los ataques de Bali de 2002. Su papel implicó la construcción de bombas para ser utilizadas en varios ataques terroristas.[78]
- 10 de diciembre de 2020, la policía indonesia arrestó a Zulkarnaen, un alto funcionario y cabecilla de Yemaa Islamiya. Se dice que fue el cerebro de varios ataques terroristas, incluidos los atentados de Bali de 2002, los atentados de Nochebuena de 2000 en Indonesia y Atentado del JW Marriott de 2003.[79][80]

## Disolución
El 30 de junio de 2024, miembros clave del grupo terrorista Yemaa Islamiya en Indonesia disolvieron la organización en una declaración en video realizada en la Agencia Nacional Antiterrorista en Bogor, cerca de Yakarta. Abu Rusdan, un clérigo militante y excabecilla de JI arrestado en Bekasi en septiembre de 2021, dijo que el consejo superior de JI y los líderes de los internados islámicos afiliados al grupo "han acordado declarar la disolución de JI y regresar al abrazo de Indonesia". Abu Rusdan hizo la declaración junto con otras figuras clave, incluido Para Wijayanto, uno de los terroristas más buscados en el sudeste asiático que fue arrestado en 2019 por reclutar militantes y recaudar fondos para Siria.[cita requerida]